# Saint Kitts és Nevis világörökségi helyszínei
Saint Kitts és Nevis területéről eddig egy helyszín került fel a világörökségi listára, két helyszín a javaslati listán várakozik a felvételre.
| | Brimstone Hill Fortress Nemzeti Park |
| 1999 |                                      |
| Kulturális (III)(IV) |                                      |
| Védett terület: 15,37 ha, hivatkozás: 910 |                                      |
| A 17-18. században épített, 16 hektáron elterülő hegyi erőd a brit katonai építészet egyik legjobb állapotban fennmaradt példája a karibi térségben. Az épület a Brimstone Hill Fortress Nemzeti Parkban található és a brit „sokszög alaprajzú védelmi rendszerek” egyik legkorábbi, egyedülálló darabja. Az erődítmény afrikai rabszolgák munkájával több mint száz évig épült hogy megvédje a környéket az állandó kalóztámadásoktól és a vetélytárs hatalmaktól. Miután elkészült ezer katona befogadására volt alkalmas. Pénzügyi megszorítások miatt a 19. század közepén kiürítették és a sorsára hagyták. A romos állapotba került épületegyüttest azóta felújították. Legfontosabb részei a György-erőd és a Walesi herceg bástya, amelyek vulkáni eredetű kőből készült falai időnként elérik a 2,5 méteres vastagságot. A bejáratnál helyezkedik el a Barrier sáncerőd, utána következik az északnyugati erőd a fegyverraktár bástyájával és a hozzá csatlakozó vízgyűjtő rendszerrel. Az épületkomplexum része még egy kórház, több lőszerraktár, valamint a tisztek szálláshelye. |                                      |

## Elhelyezkedése
| Brimstone Hill Fortress Nemzeti Park |

## Javasolt helyszínek
| Megnevezés                    | Kép | Típus      | Kritérium | Év   | Link |
| ----------------------------- | --- | ---------- | --------- | ---- | ---- |
| Basseterre történelmi óvárosa |     | Kulturális | IV        | 1998 | 1116 |
| Charlestown óvárosa           |     | Kulturális | IV        | 1998 | 1117 |